# Власова, Александра Григорьевна
Алекса́ндра Григо́рьевна Вла́сова (16 июля 1901, Чебоксары, Казанская губерния, Российская империя ― 3 января 1974, Йошкар-Ола, Марийская АССР, РСФСР, СССР) ― советский деятель здравоохранения, врач-хирург, акушерка. Главный врач Республиканской больницы Марийской АССР (1941―1943) и Оршанской центральной районной больницы Марийской АССР (1943―1947). Заслуженный врач РСФСР (1946), заслуженный врач Марийской АССР (1941). Член КПСС.

## Биография
Родилась 16 июля 1901 года в Чебоксарах в многодетной семье священника.
В 1923 году окончила Казанский университет. В 1924―1934 годах работала хирургом и акушером-гинекологом Козьмодемьянской больницы Марийской автономной области.
С 1939 года в Республиканской больнице Марийской АССР: заведующая родильным отделением, в 1941―1943 годах ― главный врач. В 1943―1947 годах была главным врачом Оршанской центральной районной больницы МарАССР. С 1947 года ― вновь заведующая родильным отделением Республиканской больницы МарАССР. В 1949―1959 годах преподавала в Йошкар-Олинской фельдшерско-акушерской школе МарАССР. 
За многолетнюю безупречную работу в области здравоохранения в 1941 году удостоена почётного звания «Заслуженный врач Марийской АССР», в 1946 году ― «Заслуженный врач РСФСР». Дважды награждена Почётной грамотой Президиума Верховного Совета Марийской АССР
Супруг ― партийно-административный руководитель, общественный деятель, участник Первой мировой и Гражданской войны П. В. Власов.
Ушла из жизни 3 января 1974 года в Йошкар-Оле.

## Признание
- Медаль «За доблестный труд в Великой Отечественной войне 1941—1945 гг.»
- Медаль «За доблестный труд. В ознаменование 100-летия со дня рождения Владимира Ильича Ленина»
- Почётная грамота Президиума Верховного Совета Марийской АССР (1941, 1954)[1][4]
- Заслуженный врач РСФСР (1946)[1][4]
- Заслуженный врач Марийской АССР (1941)[1][4]